# Don't cry anymore
《don't cry anymore》是日本創作歌手miwa的第1張單曲，於2010年3月3日由Sony Music Records發行。

## 發行與宣傳
這是miwa的出道作品。在發行當日，在shibuya eggman舉辦了她的出道紀念演唱會。
《don't cry anymore》是富士電視台連續劇《決定不哭的日子》的主題曲。這首歌是miwa得知電視劇的概念後，為該劇寫成的歌曲。另外這首歌於2010年1月下旬被用作RecoChoku的廣告歌曲。
miwa於單曲發行前約一個月曾在富士電視台音樂節目《Music Fair》表演。她除了演唱了《don't cry anymore》一曲外，也跟阿蘭·達瓦卓瑪、Leona Lewis和西野加奈三人合唱了辛蒂·羅波的《True Colors》。她也有在3月7日播映的《MUSIC JAPAN》演唱這首歌。

## 歌曲
《don't cry anymore》的歌詞描述歌中主角想不再哭，變得在任何情況下都堅強的心情。部份歌詞指出戀愛關係已告一段落，如「温暧地入眠是多麼幸福 曾覺得能永遠這樣繼續下去」。雖然主角想再聽到對方的聲音，再見對方一面，但是她明白還是要繼續向前走下去。歌詞中亦有不少像是對自己說的句子，如「雖然快到極限 即使獨自一人 我也不想輸 可不是開玩笑」。這首歌最後以一句「因為總有一天 能夠歡笑」收結。
這首歌是miwa為電視劇《決定不哭的日子》寫的主題曲。劇中主角第一年踏進社會工作。雖然她指走進未知的世界會令人害怕，一開始也未必會順利，但她希望看這套電視劇的人聽到這首歌後，能有「由現在開始不得不跟社會作戰呀」的決心。音樂網站CD Journal指出這首歌受到艾薇兒·拉維尼和卡洛爾·金的影響。
miwa指兩首B面曲比《don't cry anymore》更接近自己的性格。她形容《目黑川》（めぐろ川）是一首安詳且軟和的歌曲，就像她在音樂上的起點。歌中的女主角對身處遠方的戀人一心一意，在春天櫻花盛開之下，懷着對對方的思念，站在目黑川旁邊。另一首B面曲《Wake Up, Break Out!》則是miwa於高中一年級寫成的歌曲。她以前曾在Live House演唱過這首歌。因為為這首歌錄音的樂隊跟《don't cry anymore》的一樣，所以她覺得能讓聽的人有現場的感覺。

## 音樂影片
《don't cry anymore》的音樂影片（PV）由擔任導演。PV中有一間擺放了多度門的黑色房間。每當背着結他的miwa穿過這些門，她就會到了佈景不同的房間。她穿過第一度門口後來到一場「宴會」，會場上的人穿著正式。第二次她來到人來人往的「街道」，街上的人都穿着上班的服裝，並沒有理會miwa。她之後抱膝坐在長椅上。其後，miwa發現了一個鳥籠。
場景一轉，畫面拍攝着被困在大型鳥籠中的miwa。鳥籠上鋪滿五線譜紙。PV最後的場景是一個放在草地上的空鳥籠。
PV在以上場景之中，不斷穿插miwa（演奏木結他）跟其他支援樂手（包括結他手、貝斯手、鼓手和4名弦樂手）演奏歌曲的場景。

## 反應
單曲首周銷量約為9000張，取得Oricon公信榜單曲周榜的第11位，於出道就取得頭20位。
歌曲在音樂下載的表現不俗。《don't cry anymore》在RIAJ付費音樂下載榜以第14位首次上榜，在下一周上升至第3位。其後兩周的排名亦位於10位之內。歌曲共上榜7星期，最後一周的排名為第56位。2010年3月，這首歌被日本唱片協會認證為金（即累積銷量超過10萬次）。
《don't cry anymore》亦取得獲得第64屆日劇學院賞的主題曲賞。這個獎項的其他候選歌曲包括嵐的《Troublemaker》和Mr.Children的《HANABI》等等。

## 收錄歌曲
| CD   | CD                                 | CD   | CD                 | CD   |
| 曲序 | 曲目                               | 词曲 | 编曲               | 时长 |
| ---- | ---------------------------------- | ---- | ------------------ | ---- |
| 1.   | don't cry anymore                  | miwa | Quatre-M & Naoki-T | 4:40 |
| 2.   | 目黑川                             | miwa | DAISHI KATAOKA     | 4:34 |
| 3.   | Wake Up, Break Out!                | miwa | Quatre-M           | 4:43 |
| 4.   | don't cry anymore 〜instrumental〜 | －   | －                 |      |

## 註腳
1. ↑  歌詞原文：
2. ↑  歌詞原文：
3. ↑  歌詞原文：

## 外部連結
- Sony Music（页面存档备份，存于）（日語）